# 梅博士 松本紘斉のヘルシーモーニング
梅博士 松本紘斉のヘルシーモーニング（うめはかせ まつもとこうさいのヘルシーモーニング）は、1977年からラジオ大阪をはじめ、全国のAMラジオ局で放送されていた、平日の健康情報番組である。1980年10月に、日本民間放送連盟賞ラジオ放送活動部門で入選。ラジオ大阪を皮切りに32年間にわたって放送されてきたが、各局とも2009年3月31日放送分で終了することになった。
パーソナリティは、梅丹本舗会長の松本紘斉。

## 番組内容
松本紘斉が最近の社会現象や、梅に関する健康情報をフリートークの形で進行する生番組。健康情報については、梅とは関連のない話題についても取り上げていた。各放送局の内包ワイド番組の出演者とクロストークする形で進行（単独番組の東海ラジオでは、直前の5時55分のニュースを読んだアナウンサーが当番組も担当）するため、基本的に松本は電話出演。また、梅丹本舗の梅製品のプレゼントも実施されていた。
STVラジオの場合、タイトルコールと提供クレジットの後CM(イルカの『メイファ』にのせた梅丹本舗の商品CM)があり、オハヨー!ほっかいどうのパーソナリティ(巻山晃など)と松本紘斉のトーク。2本目のCM(梅丹本舗の製品を扱っている薬局薬店の紹介)があり、提供クレジットとなっていた。
事実上の企画ネット番組だった。

## 放送時間
放送時間は全て番組放送終了直前のもの。
- ラジオ大阪（OBC） - 10:18〜10:26(JST)（「ラジオよしもと むっちゃ元気スーパー!」内、1977年5月2日開始）
- STVラジオ - 6:28〜6:35(JST)（「オハヨー!ほっかいどう」内、1987年5月18日開始）
- 東海ラジオ（SF） - 6:15〜6:22(JST)（1987年1月5日開始）
- 九州朝日放送（KBC） - 6:40〜6:50(JST)（「中村もときの通勤ラジオ」内、1986年10月6日開始）
- 琉球放送（RBC） - 7:37頃〜7:47頃(JST)（シャキッとi内、1985年1月7日開始）

## 過去に放送していた局
- ニッポン放送（LF）…1984年1月〜1986年4月。1987年11月〜1994年9月には「朝いちばん梅いちばん（録音によるCM扱い）」「健康いちばん梅いちばん」として放送
- 中国放送（RCC）…1988年1月〜1994年3月
- ラジオ関西（CRK）…1992年4月〜1994年4月
- 毎日放送（MBS）…1997年1月〜5月
- 青森放送（RAB）…2000年1月〜6月
- 文化放送（QR）…2001年11月〜2002年3月、当時梅丹本舗CMキャラクターだったイルカとともに、「イルカと紘斉のすこやか対談」として放送

## 関連番組
- 「梅の鬼・松本紘斉物語」　2003年1月から3月の合計65回、文化放送（QR）とラジオ大阪（OBC）で放送。梅丹本舗の前身を立ち上げた初代松本紘斉と、それを引き継ぎ、梅の効用を医学・科学的な側面から今日に至るまで研究し尽くしてきた2代目松本紘斉の梅に情熱をかけた親子の生き様を描いたラジオドラマシリーズであった。